# Joss Stone
Pour les articles homonymes, voir Stone.
Joss Stone, née Joscelyn Eve Stoker le 11 avril 1987 à Douvres, est une chanteuse de musique soul et actrice anglaise.

## Biographie
Joss est née à Douvres au Royaume-Uni. Elle est la troisième des quatre enfants de Richard et Wendy Stoker. Dyslexique, elle a arrêté l'école quand elle avait 16 ans. « Je n'étais pas stupide. J'ai seulement un peu de dyslexie. J'aimais plus faire de la musique. »[réf. nécessaire]
En 2002, elle s'envole pour les États-Unis pour une audition à New York pour S-Curve Records. Elle a également signé un contrat avec BMG au Royaume-Uni. Depuis lors, elle chante avec des artistes comme Johnny Hallyday, Blondie, Carlos Santana, Sean Paul, Ricky Martin, Gladys Knight, Jessica Simpson ou encore Angélique Kidjo.
En 2004, elle est l'une des interprètes principales du concert caritatif Divas Live 2004, aux côtés de Ashanti, Cyndi Lauper, Gladys Knight, Jessica Simpson et Patti LaBelle, en soutien à « Save The Music Fondation ».
Joss Stone a la particularité d'apparaître le plus souvent pieds nus lors de ses prestations publiques, et notamment dans ses concerts.
Joss est végétarienne depuis l’enfance et est une protectrice affirmée de la cause environnementale. En mars 2007, Joss Stone pose pour PETA avec le slogan « Je suis auteur, compositeur, interprète et je suis une femme qui respecte toutes les tailles, toutes les formes, toutes les couleurs et toutes les espèces. Je m'appelle Joss Stone et je suis végétarienne »
. En février 2011, elle pose à nouveau pour PETA, cette fois dans le cadre de leur campagne vidant à faire remplacer les bonnets de la Garde royale anglaise, actuellement fabriqués en poil d'ours noirs, par des bonnets en synthétique, d'ores et déjà dessinés par Stella McCartney
. L'aventure avec PETA se poursuit dans le temps puisque suivra une troisième affiche pour la défense des animaux exotiques. La chanteuse y est représentée maquillée comme un crocodile larmoyant. Un court texte joint à l'image précise qu'il faut trois crocodiles pour fabriquer un seul sac à main et appelle au boycott des produits en peaux.
En juillet 2008, elle enregistre avec Johnny Hallyday une reprise du titre Unchained Melody, parue sur l'album Ça ne finira jamais de Johnny.
Elle a participé au concert HeadCount à New York le 3 novembre 2008 afin d'inciter les gens à voter.
En 2009 et 2010, elle joue le rôle d'Anne de Clèves dans les 3e et 4e saisons de la série télévisée Les Tudors.
En 2010, elle incarne la « James Bond girl » Nicole Hunter dans le jeu vidéo Blood Stone 007 ; elle a également composé avec Dave Stewart la chanson du générique I'll take it all et l'interprète.
Amie du prince William de Cambridge, elle a fait partie des invités lors de son mariage avec Catherine Middleton le 29 avril 2011.
Le 14 juin 2011, deux hommes sont arrêtés près de sa demeure en Angleterre. Ils sont soupçonnés d'avoir voulu kidnapper, violer, torturer et tuer la chanteuse. Plusieurs armes ont été retrouvées dans leur voiture.
Elle a fait une apparition très remarquée dans l'émission française Taratata du 19 septembre 2012, grâce entre autres à un duo avec la chanteuse Lianne La Havas.
Le 5 octobre 2020, Stone a annoncé via Instagram qu'elle était enceinte de son premier enfant avec son petit ami Cody. Le 29 janvier 2021, Stone accouche d’une fille prénommée Violet Melissa DaLuz.
Début 2021, elle participe à la deuxième saison de la version anglaise de l'émission The Masked Singer, sous le costume de la saucisse, et remporte la compétition le 13 février 2021.
En 2022, elle a lancé un podcast sur le bonheur intitulé A Cuppa Happy.

## Discographie
L'artiste avait déjà vendu plus de 11 millions d'albums à travers le monde fin 2011. En juillet 2008, elle enregistre avec Johnny Hallyday une reprise du titre Unchained Melody, parue sur l'album Ça ne finira jamais de Johnny.
Son troisième album, intitulé Introducing Joss Stone, est sorti en mars 2007, et a été produit par Raphael Saadiq, producteur notamment connu pour ses collaborations avec Erykah Badu ou Angie Stone. On y retrouve des titres tels que Tell me 'bout it (le premier single, dont le clip peut être visionné sur son site officiel), Girl, you won't believe it, Catch me I'm falling, ou encore son duo avec Common : Tell me what we're gonna do now. Lauryn Hill apparaît également sur l'album, qui selon les critiques, est à ce jour comme étant le plus abouti des trois.
Son quatrième album intitulé Colour me Free! est sorti en octobre 2009.Le premier single Free me! est sorti en juillet 2009.Raphael Saadiq est à la fois coproducteur et partage également un duo Big'ol Game sur cet album. Ce disque est l'occasion de nombreux duos avec Nas, Jamie Hartman, David Sanborn, Jeff Beck et Sheila E.
En 2011, un nouveau single Back in style apparaît en téléchargement gratuit sur la page Facebook officielle de Joss Stone précédant un nouvel album intitulé LP1 dont la sortie est prévue le 26 juillet 2011. Dave Stewart a annoncé sur son compte Twitter qu'il avait travaillé sur plusieurs titres du nouvel album de Joss Stone, cette collaboration a été confirmée sur le site officiel de Joss Stone.
Septembre 2011 : Joss Stone a fait partie du nouveau groupe formé par Mick Jagger : SuperHeavy, elle y retrouvera également Dave Stewart, Damian Marley et A. R. Rahman.
L'album The Soul Sessions volume 2 paraît le 23 juillet 2012, et constitue une suite The Soul Sessions paru en 2003.
Ses chansons LOVE et A Man's World sont utilisées pour les publicités de « Coco Mademoiselle » de Chanel dont l'égérie est Keira Knightley.

### Albums studio
- 2003 : The Soul Sessions
- 2004 : Mind, Body & Soul
- 2007 : Introducing Joss Stone
- 2009 : Colour Me Free
- 2011 : LP1
- 2011 : SuperHeavy - supergroup album
- 2012 : The Soul Sessions 2
- 2015 : Water for Your Soul
- 2017 : Project Mama Earth
- 2019 : Your Remixes of Water for Your Soul
- 2022 : Never Forget My Love

### Compilations / Live
- 2011 : The Best of Joss Stone 2003-2009

### Singles
- 2004 : Fell in Love with a Boy
- 2004 : Super Duper Love (Are You Diggin' On Me)
- 2004 : You Had Me
- 2004 : Right to Be Wrong
- 2005 : Spoiled
- 2005 : Don't Cha Wanna Ride
- 2005 : The Right Time
- 2005 : Cry Baby/Piece of My Heart (avec Melissa Etheridge)
- 2006 : Cry Baby Cry (Santana featuring Sean Paul et Joss Stone)
- 2007 : Tell Me 'Bout It
- 2007 : Tell Me What We're Gonna Do Now (featuring Common)
- 2007 : L-O-V-E
- 2007 : Baby Baby Baby
- 2007 : Sing (avec Annie Lennox)
- 2007 : Bruised but Not Broken
- 2007 : All I Want for Christmas
- 2009 : Parallel Lines
- 2010 : Stalemate
- 2010 : Stand Up to Cancer (avec Dave Stewart)
- 2011 : Back in Style
- 2011 : Somehow
- 2011 : Karma
- 2011 : Don’t Start Lying to Me Now
- 2012 : While You're Out Looking For Sugar
- 2012 : Take Good Care (avec Dave Stewart)
- 2012 : The high Road
- 2012 : Pillow Talk
- 2013 : Teardrops
- 2013 : The Love We Had (Stays on My Mind)
- 2014 : No Man's Land (Green Fields of France) (featuring Jeff Beck)
- 2015 : Stuck on You
- 2015 : The Answer
- 2015 : Molly Town
- 2017 : Free Me 2017
- 2017 : Oceans
- 2020 : Lean On Me (featuring Beverley Knight et Omar Lye-Fook)

### Participations
- 2011 : SuperHeavy avec Mick Jagger, Damian Marley, Dave Stewart et A. R. Rahman

### Collaborations
- Ringo Starr [sur l'album Y Not (2010) la chanson Who's Your Daddy qu'elle a coécrite]
- Carlos Santana - "Cry Baby Cry" featuring Sean Paul & Joss Stone (2006)
- Common
- Lauryn Hill
- Joss Stone a chanté When Love Comes to Town, reprise de U2 sur l'album Possibilities d'Herbie Hancock (2005)
- Guy Chambers
- Angélique Kidjo - "Gimme Shelter" featuring Joss Stone (extrait de l'opus Djin Djin d'Angélique Kidjo) (2007)
- Elton John
- Mick Jagger
- Annie Lennox
- Melissa Etheridge
- John Legend
- Sting
- Buddy Guy
- Lemar
- Patti Labelle
- Johnny Hallyday (2008, participation à l'album Ça ne finira jamais, pour la reprise en duo de Unchained Melody)
- Raphael Saadiq
- David Sanborn
- Van Hunt
- Angie Stone
- Jeff Beck
- James Brown
- Dave Stewart
- Damian Marley, Nas (rappeur) & Lil' Wayne sur l'album "Distant Relatives" sorti en 2010 (Nas & Damian Marley)
- Tony Royster Jr
- Ricky Martin  - "The Best Thing About Me Is You" featuring Joss Stone (extrait de l'album Musica + Alma + Sexo) (2010)
- Jamie Hartman du groupe Ben's Brother pour "Stalemate"
- Nas
- Zulu
- Mike Andersen - "This Time" featuring Joss Stone (2016)
- James Morrison - "My Love Goes On" featuring Joss Stone (2019)

## Tournées
- Mind, Body & Soul Sessions Tour (2003–05)
- Introducing Joss Stone World Tour (2007–08)
- Colour Me Free! World Tour (2009–11)
- LP1 World Tour (2011–12)
- The Total World Tour (2014–19)

## Vidéographie
- 2004 : Mind, Body & Soul Sessions: Live in New York City
- 2007 : Concert for Diana: "You Had Me"; "Under Pressure"; "Ain't That A Lot of Love?" avec Tom Jones
- 2008 : apparition sur le Live at Ronnie Scott's de Jeff Beck

## Filmographie
- 2005 : Mes plus belles années : chanteuse dans le 'Lair'
- 2006 : Eragon : Angela la voyante
- 2009 : American Dad! : voix
- 2009 - 2010 : Les Tudors : Anne de Clèves
- 2010 : Blood Stone 007 : Nicole Hunter (voix)
- 2010 : The Funeral Planner : Eve Gardner
- 2012 : Slightly Single in L.A. : Hallie
- 2015 : Grace et Frankie : chanteuse
- 2015 : Tomorrow de Martha Pinson : Mandy
- 2018 - 2019 : Empire de Lee Daniels et Danny Strong : Wynter
- 2020 : The Voice South Africa : coach (jury)
- 2021 : The Masked Singer sous le costume de la saucisse (vainqueur)

## Clips vidéos
| Titre                                                            | Année | Directeur        | Ref.   |
| ---------------------------------------------------------------- | ----- | ---------------- | ------ |
| "Fell in Love with a Boy"                                        | 2004  | Nzingha Stewart  | [ 14 ] |
| "Super Duper Love"                                               | 2004  | David LaChapelle | [ 15 ] |
| "You Had Me"                                                     | 2004  | Chris Robinson   |        |
| "Right to Be Wrong"                                              | 2005  | Liz Friedlander  | [ 16 ] |
| "Spoiled"                                                        | 2005  | Joseph Kahn      | [ 17 ] |
| "Don't Cha Wanna Ride"                                           | 2005  | Wayne Isham      | [ 18 ] |
| "Tell Me 'bout It"                                               | 2007  | Bryan Barber     | [ 19 ] |
| "Tell Me What We're Gonna Do Now" (featuring Common)             | 2007  | Sanaa Hamri      | [ 20 ] |
| "Gimme Shelter" (Angélique Kidjo featuring Joss Stone)           | 2007  | Noble Jones      | [ 21 ] |
| "The Anti-Christmas Carol"                                       | 2008  | Inconnu          | [ 22 ] |
| "Baby Baby Baby"                                                 | 2009  | frère de Stone   | ,      |
| "Stand Up to Cancer" (avec Dave Stewart)                         | 2010  | Jesse Dylan      | [ 25 ] |
| "Miracle Worker" (un SuperHeavy production featuring Joss Stone) | 2011  | Paul Boyd        |        |
| "Karma"                                                          | 2011  | Inconnu          | [ 26 ] |
| "While You're Out Looking for Sugar"                             | 2012  | Inconnu          | [ 27 ] |
| "The High Road"                                                  | 2012  | Brian Savelson   | [ 28 ] |
| "The Love We Had (Stays on My Mind)"                             | 2013  | Anit 'On' Bashar | [ 29 ] |
| "No Man's Land (Green Fields of France)" (featuring Jeff Beck)   | 2014  | Rupert Bryan     | [ 30 ] |
| "The Answer"                                                     | 2015  | Joss Stone       | ,      |
| "Stuck on You"                                                   | 2015  | Ugo Splash       | ,      |
| "Oceans"                                                         | 2017  | Inconnu          | [ 35 ] |
| "This Time" (Mike Andersen featuring Joss Stone)                 | 2018  | Sara Koppel      |        |
| "My Love Goes On" (James Morrison featuring Joss Stone)          | 2019  | Inconnu          | [ 36 ] |
| "Lean on Me" (Beverley Knight featuring Joss Stone and Omar)     | 2020  | Dom Lyon         | [ 37 ] |